# 熊本県庁舎

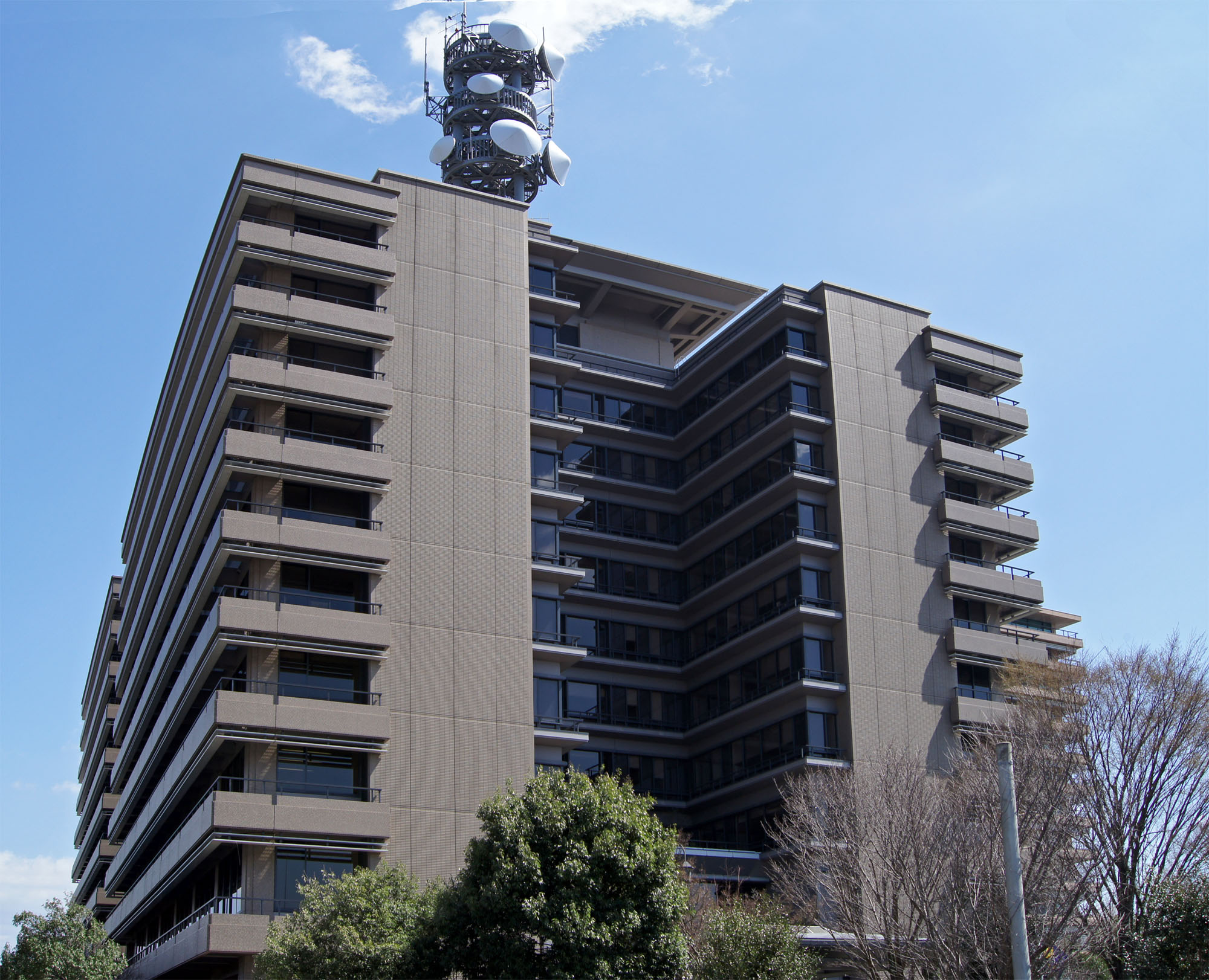
警察棟

熊本県庁舎（くまもとけんちょうしゃ）は、広域自治体である熊本県の役所（熊本県庁）が入居する庁舎。本館、別館、議会棟、警察棟の4館からなる。

## 概要
1967年3月に熊本市桜町から、直線距離で約4キロメート離れた現在地に移転した。
1997年10月に建設事業費約302億円をかけて新行政棟と警察棟が竣工した。
2000年1月から2002年9月まで本館の耐震改修工事を約60億円の工事費をかけて実施した。

## 歴史
- 1871年（明治4年）

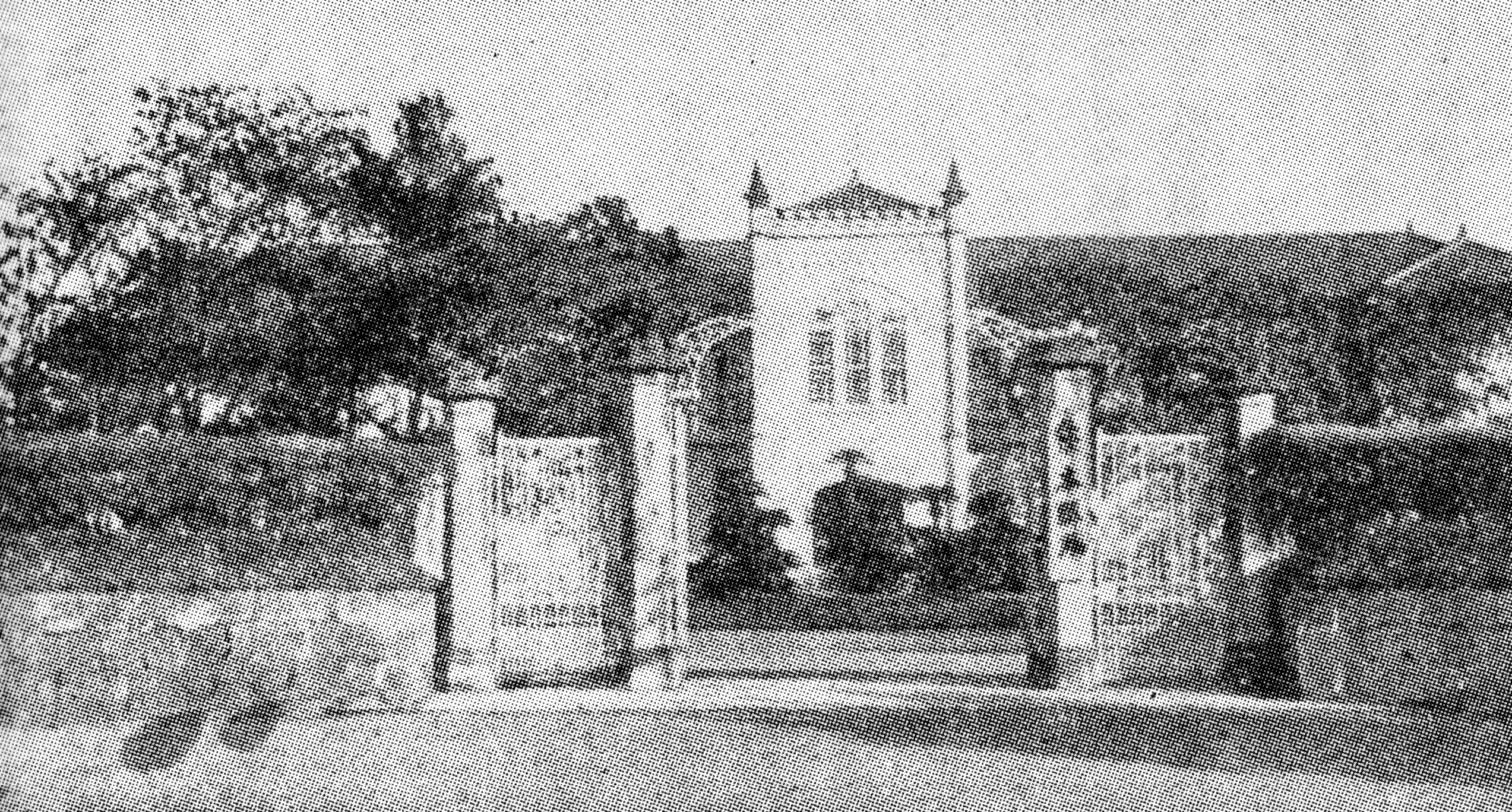
1886年竣工の熊本県庁舎

  - 7月14日 - 廃藩置県により、熊本県が成立。県庁所在地は花畑邸（旧藩庁）。（現県域のうち天草郡を除き、一部の豊後の国を含む。）
  - 10月22日 - 鎮西鎮台の設置により、花畑邸は接収され、有吉邸（二の丸）に県庁を移す。
  - 11月4日 - 西海道諸県の統合が実施され、熊本県、八代県、大分県にわかれる。
- 1872年（明治5年）6月14日 - 県庁を現・ 二本木に移転。熊本県は白川県となる。
- 1873年（明治6年）1月15日 - 八代県と白川県が合併し、白川県となる。
- 1875年（明治8年）11月24日 - 熊本城内の古城（ふるしろ）に移転。旧熊本医学校の校舎を県庁舎とする。
- 1876年（明治9年）2月22日 - 熊本県と改称。
- 1886年（明治19年） - 新南千反畑町に木造2階建、洋風デザインの県庁舎を建設[2]。
- 1887年（明治20年）1月 - 新庁舎に移転。
- 1945年（昭和20年）7月1日 - 熊本大空襲により、庁舎を焼失。熊本市公会堂を仮庁舎として使用。
- 1946年（昭和21年）7月 - 行幸町で新庁舎建設着工。
- 1948年（昭和23年）9月 - 中央本館が完成。
- 1949年（昭和24年）7月 - 議会棟が完成。
- 1950年（昭和25年）3月 - 東・南・北の各本館が完成。
- 1963年（昭和38年）2月 - 農政部庁舎が放火のため焼失。
- 1967年（昭和42年）3月 - 水前寺（農林省蚕業試験場跡[3]）に本館が完成し、移転。旧県庁跡は熊本交通センターとなった。
- 1994年（平成6年）10月 - 新庁舎建設に着工。
- 1997年（平成9年）10月 - 新庁舎が完成し、オープン。
- 2000年（平成12年）1月 - 本館改修工事に着手。
- 2002年（平成14年）10月 - 本館改修工事が完成。

## 各庁舎の概要

### 本館（行政棟）
- 延床面積 - 38,592m2
- 規模 - 地上13階地下2階
- 竣工 - 1967年

### 新館（新行政棟）
- 延床面積 - 32,475m2
- 規模 - 地上10階地下1階
- 竣工 - 1997年

### 議会棟
- 延床面積 - 8,858m2
- 規模 - 地上3階
- 竣工 - 1967年・1982年
- 熊本県議会が使用。

### 警察棟
- 延床面積 - 25,652m2
- 規模 - 地上10階地下1階
- 竣工 - 1997年
- 熊本県警察本部が使用。

## 交通アクセス
- 豊肥本線新水前寺駅からバスに乗換（水前寺駅通バス停より乗車）、県庁前下車
- 市電市立体育館前電停下車、徒歩10分
- 熊本駅・桜町バスターミナル、上熊本駅から県庁方面行バスで県庁前下車
- 熊本空港から熊本駅方面行空港連絡バス県庁前下車
- 高速バス各路線、熊本県庁前下車